# Søkøer
 "Sirenia" omdirigeres hertil. For andre betydninger af Sirenia, se Sirenia (flertydig).
Søkøer (latin: Sirenia) er en orden af pattedyr. Ordenen indeholder 2 familier med 4 nulevende arter og en art uddød i historisk tid (Stellers søko).
Søkøerne er de eneste havpattedyr, der næsten udelukkende er planteædere. Søkøerne græsser på havbunden, hvor de med deres store bevægelige overlæbe spiser bl.a. havgræsser.
Søkøer er tæt beslægtet med bl.a. elefanter i overordenen Afrotheria.

## Klassifikation
- Orden Søkøer Sirenia
  - Familie Dygonger Dugongidae
    - Dygong, Dugong dugon
    - Stellers søko Hydrodamalis gigas (uddød)

  - Familie Manater eller lamantiner Trichechidae
    - Vestindisk manat, Trichechus manatus
    - Vestafrikansk manat, Trichechus senegalensis
    - Amazonas-manat, Trichechus inunguis

- Wikimedia Commons har flere filer relateret til Søkøer